# Hapalorhynchus gracilis
Hapalorhynchus gracilis är en plattmaskart. Hapalorhynchus gracilis ingår i släktet Hapalorhynchus och familjen Spirorchiidae. Inga underarter finns listade i Catalogue of Life.